# Jeunes Filles sans frontières
Pour plus de détails, voir Fiche technique et Distribution.
Jeunes Filles sans frontières (Mädchen ohne Grenzen) est un film allemand réalisé par Géza von Radványi et sorti en 1955.

## Fiche technique
- Titre français : Jeunes Filles sans frontières[1]
- Titre original allemand : Mädchen ohne Grenzen
- Réalisation : Géza von Radványi
- Scénario, Adaptation, dialogues : Jacob Geis, Joachim Wedekind, Géza von Radványi
- Assistant-réalisateur : Holger Lussmann
- Photographie : Klaus von Rautenfeld
- Musique : Franz Grothe
- Producteur : Harald Braun
- Pays de production :  Allemagne de l'Ouest
- Langue : Allemand
- Format : Noir et blanc — 35 mm — 1,37:1 — Son : Mono
- Genre : Film dramatique
- Durée : 104 minutes
- Dates de sortie :
  - Allemagne de l'Ouest : 23 décembre 1955
  - France : 4 janvier 1957[1]

## Distribution
- Sonja Ziemann : Helga Gruber
- Ivan Desny : Eric Johnson
- Barbara Rütting : Maria Johnson
- Claus Biederstaedt : Georg Hartman
- Maria Sebaldt : Lissy Wedekind
- Michael Janisch : Olaf Haagerlund
- Ginette Pigeon : Marion
- Gabrielle Steffan
- Rolf Von Nauchkoff
- Wolf Petersen
- Pero Alexander
- Michael Burk
- Louis de Funès